# Theo Rossi
Theo Rossi (nacido John Theodore Rossi el 4 de junio de 1975 en Staten Island, Nueva York) es un actor estadounidense, conocido por su papel en la serie Sons of Anarchy como Juan Carlos "Juice" Ortiz. 
Rossi asistió a SUNY Albany desde 1994-1998, y después comenzó a aparecer en comerciales para McDonald's, Nissan, y Bud Light.
Desde 2001, Rossi ha sido estrella invitada en varios programas de televisión como Veronica Mars, Bones, American Dreams, Boston Public, Heist, Las Vegas, y Grey's Anatomy. En 2008, fue elegido como "Juice" Ortiz en la serie Sons of Anarchy, debido a la respuesta popular, Rossi pasó a ser un miembro del elenco regular en la segunda temporada, ese es su papel más conocido hasta la fecha, junto al de Shades en la serie Luke Cage.
Como actor de cine, ha protagonizado en la película The Challenge con Mary-Kate y Ashley Olsen, Code Breakers, y tuvo un pequeño papel en Cloverfield. Apareció también en Kill Theory, The Informers y Fencewalker.

## Vida personal
John Theodore Rossi tiene ascendencia italiana, española y siria. Quedó campeón nacional de krav magá. Está casado desde 2014 con Meghan McDermott, con la que ha tenido dos hijos: Kane Alexander Rossi y Arlo Benjamin Rossi.

## Filmografía
| Cine y televisión | Cine y televisión                       | Cine y televisión         | Cine y televisión                                          |
| Año               | Título                                  | Papel                     | Notas                                                      |
| ----------------- | --------------------------------------- | ------------------------- | ---------------------------------------------------------- |
| 2001–2002         | Boston Public                           | Brandon Webber            | Episodios 29 y 30                                          |
| 2003              | The Challenge                           | Anthony                   |                                                            |
| 2004              | NYPD Blue                               | Pete Amici                | Episodio "Chatty Chatty Bang Bang"                         |
| 2004              | Medical Investigation                   | Joe Vásquez               | Episodio "Coming Home"                                     |
| 2005              | Veronica Mars                           | Norris Clayton            | Episodio "Weapons of Class Destruction"                    |
| 2006              | Without A Trace                         | Corey Williams            | Episodio "Odds or Evens"                                   |
| 2006              | Lost                                    | Sargento Buccelli         | Episodio "One of Them"                                     |
| 2006              | Heist                                   | Vinny Momo                | Episodios "Strife"" y "Sex, Lies and Vinny Momo"           |
| 2006              | Bones                                   | Nick Arno                 | Episodio "The Woman in the Sand"                           |
| 2006              | Jericho                                 | Randy Payton              | Episodio "Rogue River"                                     |
| 2007              | Las Vegas                               | Jason Scott               | Episodios "Heroes" y "A Hero Ain't Nothing But A Sandwich" |
| 2007              | Grey's Anatomy                          | Stan Giamatti             | Episodio ""Crash Into Me", primera y segunda parte         |
| 2008              | Cloverfield                             | Antonio                   |                                                            |
| 2008              | The Informers                           | Spaz                      |                                                            |
| 2008              | Sons of Anarchy                         | Juan Carlos "Juice" Ortiz | Habitual, 2008–2014                                        |
| 2009              | Terminator: The Sarah Connor Chronicles | Teniente Dietze           | Episodio "Today Is the Day", primera y segunda parte       |
| 2009              | CSI: Miami                              | Jimmy Castigan            | Episodio "Dissolved"                                       |
| 2009              | Fencewalker                             | Boom de Boom              | Post-producción                                            |
| 2009              | Lie To Me                               | Oficial Tressler          | Episodio "Teacher and Pupils"                              |
| 2012              | Alcatraz                                | Sonny Burnett             | Episodio 9: "Sonny Burnett"                                |
| 2016              | Luke Cage                               | "Shades" Álvarez          | Habitual                                                   |
| 2021              | Army of the Dead                        | Burt Cummings             |                                                            |
| 2024              | The Penguin                             | Dr. Julian Rush           | Habitual                                                   |
| 2024              | Carry-On                                | Watcher                   |                                                            |